# Sebastian Holzmann
Sebastian Holzmann (22 marzo 1993) è uno sciatore alpino tedesco.

## Biografia
Originario di Oberstdorf e attivo in gare FIS dal dicembre del 2008, Holzmann ha esordito in Coppa Europa il 16 gennaio 2012 a Méribel in slalom speciale e in Coppa del Mondo il 6 gennaio 2014 a Bormio nella medesima specialità, in entrambi i casi senza completare la prova. Il 26 gennaio 2018 ha colto a Chamonix in slalom speciale il suo primo podio in Coppa Europa (2º) e il 31 gennaio 2020 la prima vittoria nel circuito, a Jaun nella medesima specialità; ai Mondiali di Cortina d'Ampezzo 2021, sua prima presenza iridata, non ha completato lo slalom speciale e non si è qualificato per la finale nello slalom parallelo e a quelli di Courchevel/Méribel 2023 si è classificato 5º nello slalom speciale e non si è qualificato per la finale nel parallelo. Non ha preso parte a rassegne olimpiche.

## Palmarès

### Mondiali juniores
- 1 medaglia:
  - 1 bronzo (gara a squadre a Jasná 2014)

### Coppa del Mondo
- Miglior piazzamento in classifica generale: 73º nel 2024

### Coppa Europa
- Miglior piazzamento in classifica generale: 5º nel 2020
- Vincitore della classifica di slalom speciale nel 2020
- 6 podi:
  - 1 vittoria
  - 3 secondi posti
  - 2 terzi posti

#### Coppa Europa - vittorie
| Data            | Località | Paese    | Specialità |
| --------------- | -------- | -------- | ---------- |
| 31 gennaio 2020 | Jaun     | Svizzera | SL         |

Legenda:

SL = slalom speciale

### Far East Cup
- Miglior piazzamento in classifica generale: 3º nel 2017
- 5 podi:
  - 3 vittorie
  - 1 secondo posto
  - 1 terzo posto

#### Far East Cup - vittorie
| Data          | Località | Paese    | Specialità |
| ------------- | -------- | -------- | ---------- |
| 5 marzo 2017  | Sapporo  | Giappone | SL         |
| 9 marzo 2017  | Engaru   | Giappone | SL         |
| 10 marzo 2017 | Engaru   | Giappone | SL         |

Legenda:

SL = slalom speciale

### Campionati tedeschi
- 4 medaglie:
  - 2 ori (slalom gigante nel 2013; slalom speciale nel 2021)
  - 1 argento (slalom gigante nel 2014)
  - 1 bronzo (slalom speciale nel 2018)